# Hegèmone
Hegèmone era la deessa grega de les plantes, específicament de fer-les florir i donar fruit. El seu nom significa "poder".
Segons Pausànies, Hegèmone va ser un nom donat pels atenencs a una de les Gràcies.